# Akın Akınözü
Akın Süreyya Akınözü (Ankara, 22 de setembro de 1990), é um ator turco de séries de televisão e cinema conhecido internacionalmente pela sua atuação como o protagonista Miran Aslanbey na série de TV Hercai (2019-2021) da emissora turca ATV. A série de três temporadas foi um grande sucesso, ganhou oito prêmios nacionais e internacionais e é uma das tramas turcas mais exportadas, principalmente para a América. No Brasil, a plataforma de streaming Globoplay adquiriu os direitos de transmissão em 2023  e em abril de 2024 o sucesso turco emplacou o primeiro lugar entre as produções mais assistidas da plataforma, ultrapassando o remake da novela Renascer de Benedito Ruy Barbosa e a vigésima quarta edição do reality show Big Brother Brasil (BBB24).

## Início da  vida
Akın Süreyya Akınözü nasceu em 22 de setembro de 1990, em Ancara, Turquia, e é filho único da atriz Özlem Akınözü e do dono de restaurante Tamer Akınözü. Seu avô materno, Süreyya Arın, foi um dos primeiros apresentadores de TV na TRT (Rádio e Televisão Turca). Seu tio-avô Süha Arın é conhecido como "O Pai dos Documentários Turcos". Akınözü frequentou o Colégio TED de Ancara e posteriormente graduou-se em matemática na Universidade da Califórnia, Berkeley, onde viveu por cerca de 6 anos antes de estudar teatro em Los Angeles e decidir se tornar ator.

## Carreira
Akinözü estreou como ator em 2014 no filme Azrael interpretando o personagem Mass e atuou em séries como Muhteşem Yüzyıl: Kösem, Arkadaşlar İyidir, Aslan Ailem e Payitaht: Abdülhamid.
Em 2019 o ator conquistou o principal papel da sua carreira. Interpretando o mocinho vingativo Miran Aslanbey em Hercai, Akin ganhou prêmios e alcançou  reconhecimento internacional.
Em 2021 dividiu os papéis principais com Öykü Karayel e Sarp Apak na série 'Kaderimin Oyunu' da Star TV.
Em 2022 protagonizou ao lado de Bensu Soral e Talat Bulut a série 'Tuzak' da emissora TV8.
Em 2024 protagonizou a série Yaban Çiçekleri.

## Filmografia
| Séries de TV | Séries de TV           | Séries de TV                   | Séries de TV      |
| Ano          | Titulo                 | Função                         | Notas             |
| ------------ | ---------------------- | ------------------------------ | ----------------- |
| 2015         | Muhteşem Yüzyıl: Kösem | İvan Ali                       | Papel coadjuvante |
| 2016         | Arkadaşlar İyidir      | Yunus Çağlayan                 | Papel principal   |
| 2017–2018    | Aslan Ailem            | Murat Aslan                    | Papel principal   |
| 2017–2018    | Payitaht: Abdülhamid   | Ömer                           | Papel coadjuvante |
| 2019–2021    | Hercai                 | Miran Aslanbey / Miran Şadoğlu | Papel principal   |
| 2021–2022    | Kaderimin Oyunu        | Cemal Kaya                     | Papel principal   |
| 2022–2023    | Tuzak                  | Umut Yörükoğlu / Çınar Yılmaz  | Papel principal   |
| 2024         | Yaban Çiçekleri        | Kılıç Tütüncü                  | Papel principal   |

| Filme | Filme  | Filme  | Filme             |
| Ano   | Titulo | Função | Notas             |
| ----- | ------ | ------ | ----------------- |
| 2014  | Azrael | Gaffur | Papel coadjuvante |

## Indicações e Premiações
A atuação de Akınözü como Miran em Hercai lhe rendeu prêmios como: "Melhor Ator em Série Dramática" (24º Prêmio Golden Lens da Associação de Jornalistas de Revista em 2019) e "Melhor Casal em Série de TV" (Prêmios Ayaklı Newspaper em 2020). Ele também foi premiado pelo canal de televisão espanhol Nova Atresmedia com os prêmios de Melhor Ator Masculino em 2019 e Mister Nova 2019.
| Ano  | Prémio                           | Categoria                       | Nomeação | Resultado |
| ---- | -------------------------------- | ------------------------------- | -------- | --------- |
| 2019 | Premios Nova Mas and Mister Nova | Best Actor in a Drama Series    | Hercai   | Venceu    |
| 2019 | Golden Objective Awards          | Best Actor in a Drama Series    | Hercai   | Venceu    |
| 2019 | Pantene Golden Butterfly Awards  | Best Actor                      | Hercai   | Indicado  |
| 2020 | Golden Butterfly Awards          | Best Actor in a Drama Series    | Hercai   | Indicado  |
| 2020 | Golden Butterfly Awards          | Best TV Couple (Reyyan & Miran) |          | Indicado  |